# Manuel Andrés
Manuel Andrés González (né le 17 mars 1930 à Valence et décédé le 1er septembre 2013 dans la même ville,) est un écrivain et acteur espagnol, surtout connu à la télévision pour son rôle de Julián Pastor dans la série La que se avecina.

## Biographie
Il a fait ses débuts au Teatro Serrano dans la pièce Seis personajes en busca de autor de Luigi Pirandello. La même année, à Madrid, il interprète Rosas de otoño, de Jacinto Benavente, aux côtés d'Irene López Heredia. C'est précisément sur scène qu'il s'est forgé la quasi-totalité de sa carrière artistique, tant en Espagne qu'en Amérique latine.
Parmi ses interprétations les plus remarquables, citons La Ménagerie de verre (1957) de Tennessee Williams, Médée (1958) d'Euripide avec, entre autres, Núria Espert et Milagros Leal, Camino real (1958) de Tennessee Williams, Doña Endrina (1960), La Viuda valenciana (1960), El Anzuelo de Fenisa (1961)...
Ses dernières années professionnelles se sont surtout concentrées sur la télévision lorsqu'il joue le personnage de Julián, père d'Enrique Pastor, un octogénaire déterminé à vivre une seconde enfance, dans la célèbre série La que se avecina (2007-2008). Il a également fait une apparition sporadique dans Aquí no hay quien viva en jouant le rôle d'Amancio, un retraité que Marisa a essayé d'épouser, mais qui est mort lors du mariage. Sa vie a été relatée dans ses mémoires Te lo cuento y no te miento (2004). 
Manuel Andrés est décédé le 1er septembre 2013 à Valence, d'une insuffisance respiratoire à l'âge de 83 ans.

## Filmographie

### Télévision
- 1964 - Confidencias
- 1964 - Escuela de maridos
- 1969 - La Risa española
- 1970 - Hora vez
- 1973 - Teatro Catalán
- 1974 - Silencio, estrenamos
- 1976 - Los Misterios de París, de Eugenio Sué; Novela, 1976
- 1980 - Estudio 1
- 1982 - Ramón y Cajal: Historia de una voluntad
- 1982 - La Máscara negra
- 1983 - Anillos de oro
- 1986 - Segunda enseñanza
- 1991 - La Huella del crimen
- 1992 - Primero izquierda
- 1993 - Lleno, por favor
- 1994 - Encantada de la vida
- 1994 - ¡Ay, Señor, Señor!
- 1996 - La Casa de los líos
- 1998 - Hermanas
- 1998 - Manos a la obra
- 1999 - 7 vidas
- 2001 - Periodistas
- 2002 - Policías, en el corazón de la calle
- 2003 - Arroz y tartana
- 2004 - ¿Se puede?
- 2004 - Manolito Gafotas
- 2004 - Mis adorables vecinos
- 2006 - Amistades peligrosas
- 2006 - Aquí no hay quien viva
- 2006 - Fuera de control
- 2006 - Los Simuladores
- 2006-2007 - SMS
- 2007 - Cafetería Manhattan
- 2007 - Los Serrano
- 2007-2008 - La que se avecina
- 2007 - Génesis: En la mente del asesino
- 2008 - Sin tetas no hay paraíso
- 2008 - Hospital Central

### Mini-série
- 1995 - La Regenta

### Cinéma
- 2009 - Perder el tiempo
- 2007 - Buscando a Emma
- 2007 - Ladrones
- 2006 - Cartas de Sorolla
- 2004 - Sucedió en España
- 2004 - Tiovivo c. 1950
- 2002 - Primer y último amor
- 2002 - Mi casa es tu casa
- 2001 - La Fuga
- 2000 - Terca vida
- 1993 - Tres palabras
- 1975 - Manchas de sangre en un coche nuevo
- 1972 - Ligue Story
- 1970 - El Cronicón
- 1967 - De cuerpo presente
- 1996 - Fantasía 3

### Courts-métrages
- 2009 - Perder el tiempo
- 2007 - Acuérdate de mí
- 2007 - A primera vista
- 2006 - Vida de la ONU muerto
- 2005 - Envejece conmigo
- 2004 - Las Hormigas acuden puntuales a las citas
- 2002 - Soñando al Fénix

## Prix
- Premio Especial Tirant (2009)[7]